# Force de corps
En typographie, la force de corps est la taille d’un caractère, de la base du jambage au sommet d’une lettre montante. La force de corps est un élément crucial de la mise en page et de la conception graphique, car elle sert à la lisibilité et à l'esthétique d'un texte.